# Sternbrücke Rödelheim
Die Sternbrücke Rödelheim ist eine steinerne Straßenbrücke aus dem frühen 19. Jahrhundert über den mittlerweile verlandeten Ochsengraben. Sie verbindet die Stadtteile Rödelheim und Bockenheim der Stadt Frankfurt am Main. In Ost-West-Richtung überquert sie ein ehemaliges Hochwasserrückhaltebecken („Flutmulde“) des Flusses Nidda am östlichen Rand von Rödelheim. Die darüberführende Straße heißt nach dem Bauwerk. Die Sternbrücke ist ein Baudenkmal nach dem Hessischen Denkmalschutzgesetz.
Die Rödelheimer Sternbrücke wurde von 1803 bis 1807 anstelle des Vorgängerbaus, einer mittelalterlichen Holzbrücke errichtet. Ihren Namen erhielt die Brücke nach der unmittelbar benachbarten Gaststätte Zum Stern. Als Teil der Cölnischen Hohen Heer- und Geleitstraße kommt ihr verkehrshistorische Bedeutung zu.
Die in rotem Mainsandstein und Bruchsteinmauerwerk in barocken Formen ausgeführte Bogenbrücke steht auf sechs massiven Pfeilern, die sieben Brückenbögen haben die Form von Tonnengewölben.
An der Brücke beginnt die Rödelheimer Gemarkung. Über die Sternbrücke führt die von Bockenheim kommende Rödelheimer Landstraße; im Brückenbereich gilt jedoch Sternbrücke als der amtliche Straßenname. Die Straße über die Sternbrücke ist zweispurig und hat auf jeder Seite einen Fußweg und einen Fahrradweg. Die über die Brücke verlaufenden Buslinien M34 und M72 der Frankfurter Verkehrsgesellschaft VgF halten einige Meter östlich davon an der Haltestelle Sternbrücke. Bis in die 1970er-Jahre überquerte außerdem eine Linie der Frankfurter Straßenbahn die Sternbrücke. Unter der Brücke hindurch führt ein Abschnitt des Fahrrad-Rundwegs im Frankfurter Grüngürtel, der den südlich angrenzenden Biegwald mit dem nördlich gelegenen Industriehof Bockenheim verbindet.